# Julius van Zuylen van Nijevelt
Julius Philip Jacob Adriaan, hrabě van Zuylen van Nijevelt (19. srpna 1819 Dommeldange – 1. července 1894 Haag) byl nizozemský diplomat a konzervativní politik narozený na území dnešního Lucemburska. V letech 1866–1868 byl nestranickým předsedou vlády Nizozemska. Souběžně byl ministrem zahraničních věcí. Tento resort vedl již v letech 1860 až 1861.

## Život
Narodil se ve šlechtické, regentské rodině. Vystudoval práva na Univerzitě v Utrechtu, absolvoval roku 1841.
V roce 1842, ve věku 23 let, zahájil svou diplomatickou kariéru jako atašé na ministerstvu zahraničních věcí v Haagu. Zastával pak diplomatické posty v Hannoveru, Berlíně, Vídni a v roce 1848 v porevoluční Paříži. Poté se stal chargé d'affaires v Bruselu. Během svého působení v Belgii byl ovlivněn radikálně protestantským hnutím Réveil a pod jeho vlivem prožil „znovustvoření Božím duchem“. Od té doby se stal náboženským horlivcem a v katolické zemi se cítil stále více nesvůj. Byl tedy poslán na misi do Londýna, kde byl mj. nadšený z anglikánské odmítavé reakce na papežovu bulu Universalis Ecclesiae z roku 1850. V roce 1855 byl poslán do Konstantinopole, aby nahradil velvyslance, který byl odvolán po obvinění z korupce. Vzhledem ke krymské válce šlo tehdy o důležitý post. Během šesti let, které v Osmanské říši strávil (byl akreditován i v Řecku), působil jako ochránce a propagátor křesťanství. Vyhledával též místa pro nizozemské obchodní stanice v očekávání otevření Suezského průplavu.
Po nizozemských všeobecných volbách v roce 1860 byl Floris Adriaan van Hall pověřen sestavením vlády. Povolal Zuylena z Turecka a svěřil mu post ministra zahraničí. Jeho politika byla zaměřena na zachování neutrality a vyhýbání se zapletení do válek. Věřil, že hlavní role Nizozemska není v Evropě, ale v koloniích. Rezignoval 14. ledna 1861 na protest proti Van Hallovu vměšování do zahraničních otázek (Hall původně sám po resortu zahraničí toužil, ale okolnostmi byl donucen přibrat si k premiérství finance). V dubnu 1861 byl zvolen do sněmovny za Zwolle, což bylo křeslo uvolněné jeho bratrancem Jacobem van Zuylen van Nijeveltem, který ho nahradil ve funkci ministra zahraničních věcí a v roce 1861 byl též krátce premiérem.
Roku 1862 odešel z politiky zpět do diplomacie a byl jmenován velvyslancem v Berlíně, přičemž akreditace získal i v Drážďanech a Výmaru (což byla tehdy hlavní města relativně nezávislých států, byť sjednocení Německa se již blížilo). Sledoval zde rostoucí napětí mezi Pruskem a Dánskem. Předvídal válku mezi nimi a snažil se Dánsko všemožně podpořit a ochránit.
Roku 1865 byl znovu zvolen do sněmovny, načež se nechal propustit z diplomatických služeb a vrátil se do Haagu. Sváděl pak boj hlavně za zachování náboženských základních škol, byl hluboce přesvědčen, že školy mají z dětí vychovávat křesťany, a nikoli racionalisty.
Van Zuylen van Nijevelt dorovnal bratrancův úspěch roku 1866, když sám stanul v čele kabinetu jako kompromisní kandidát. Vedl vládu 2 roky a 3 dny, byť někteří historici zpochybňují, že byl jejím skutečným vůdcem (fakticky jím byl Jan Heemskerk). Na svůj lucemburský původ ve funkci nezapomněl a dosti se angažoval ve snahách, aby Lucembursko, s nímž bylo Nizozemsko v personální unii, vystoupilo z Německého spolku (a stejně tak Limburg). Potíž byla, že to bylo právě v době, kdy Prusko mohutně expandovalo (porážka Dánska a Rakouska ve válkách) a Nizozemsko se kvůli této jeho politice dostalo na práh války s Pruskem. Uvědomil si to a na konferenci v Londýně souhlasil s lucemburskou neutralitou. Tím si ovšem vysloužil opovržení řady domácích politiků, kteří to viděli jako zbabělé a mysleli si, že Nizozemsko se má spojit s Napoleonem III. a Prusko „zkrotit“ (až za nějaký čas se ukázalo, že Zuylenova politika byla patrně prozíravá, neboť Francie byla ve válce roku 1870 Prusy rozdrcena). Tuto kritiku Zuylen ještě ustál, ale po nových volbách v roce 1868 si liberálové vynutili nový kabinet.
Následně Zuyelen znovu odešel do diplomacie a roku 1869 byl jmenován velvyslancem v Petrohradě. Skončil ve funkci roku 1871, s pozoruhodným argumentem, že život v Rusku je pro vyslance „chudé země“ jako je Nizozemsko příliš drahý. Záhy byl zvolen znovu do sněmovny, stále jako nezávislý, ale s jasnou podporou Antirevoluční strany. S ní se ale postupně rozešel, neboť se mu nelíbilo, že tato radikálně protestantská strana se sbližuje s katolíky. Strávil v dolní komoře čtyři roky, pro další zvolení již nenašel podporu, neboť byl již nepřijatelný pro antirevolucionáře i pro katolické strany.
Následoval další odchod do diplomatických služeb a roku 1875 byl jmenován velvyslancem ve Vídni. Sloužil v Rakousku až do roku 1883, kdy byl jmenován členem Státní rady, jímž byl až do smrti.